# ميناء فيكتوريا

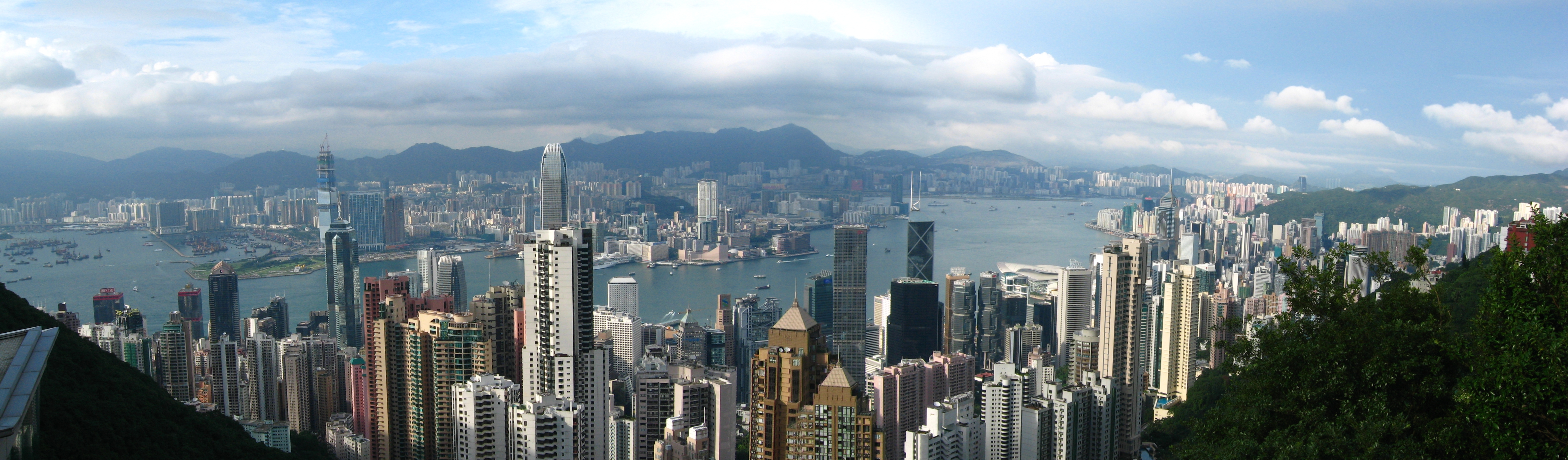
منظر لميناء فيكتوريا من قمة فيكتوريا.

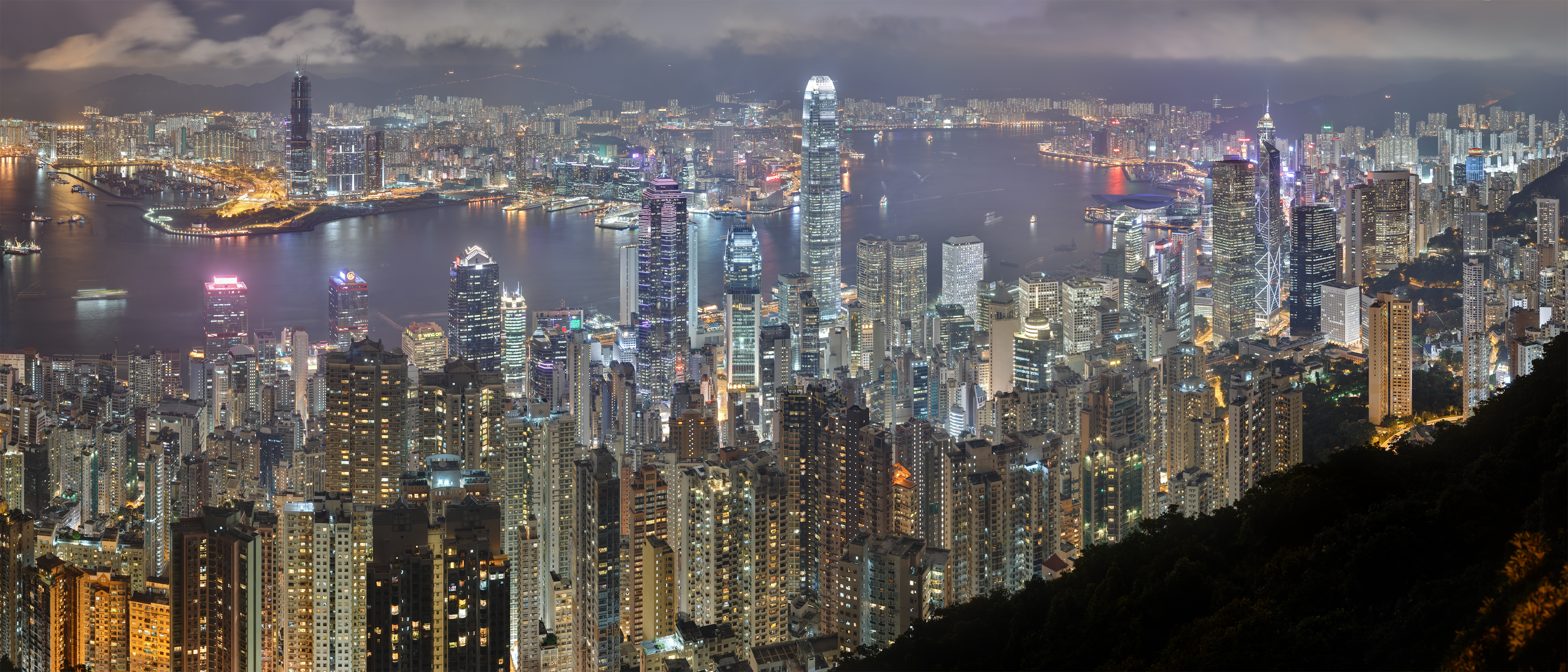
منظر ليلي لميناء فيكتوريا من قمة فيكتوريا.

ميناء فيكتوريا هو ميناء طبيعي يقع بين جزيرة هونغ كونغ وشبه جزيرة كولون في هونغ كونغ. إن عمق المياه في الميناء وموقعه الاستراتيجي على بحر الصين الجنوبي، كان له دور أساسي في إقامة مستعمرة بريطانية في هونغ كونغ وتطوراتها لاحقا كمركز تجاري عالمي. شهد الميناء طوال تاريخه العديد من مشاريع الاستصلاح على كلا شاطئيه، ولكنه لا يزال يحتفظ بدوره كميناء للآلاف من السفن الدولية كل عام.
يشتهر الميناء بمناظره الخلابة حيث أن الميناء هو من مناطق الجذب السياحي الكبرى في هونغ كونغ. وعلى اعتبار موقعه في منتصف أراضي المنطقة الحضرية الكثيفة، يستضيف الميناء العرض السنوي للألعاب النارية كما يضم منتزهات وأماكن تجمع شعبي للسياح والمقيمين.

## وصلات خارجية
- مجلس تنمية ميناء هونغ كونغ